# Ziertheim
Ziertheim – miejscowość i gmina w Niemczech, w kraju związkowym Bawaria, w rejencji Szwabia, w regionie Augsburg, w powiecie Dillingen an der Donau, wchodzi w skład wspólnoty administracyjnej Wittislingen. Leży na obrzeżach Jury Szwabskiej, około 10 km na północny zachód od Dillingen an der Donau, nad rzeką Egau.

## Dzielnice
W skład gminy wchodzą następujące dzielnice:
Dattenhausen, Reistingen, Ziertheim.

## Demografia
| Rok  | Liczba mieszk. |
| ---- | -------------- |
| 1970 | 1 186          |
| 1987 | 1 083          |
| 2000 | 1 062          |

## Polityka
Wójtem gminy jest Josef Foitl, rada gminy składa się z 12 osób.
|      | CSU/UB | WG Dattenhausen | FWV | WG Reistingen | Zieloni | Razem |
| 2008 | 3      | 3               | 3   | 2             | 1       | 12    |
| 2002 | 3      | 3               | 3   | 3             | -       | 12    |